# Морано-суль-По
Морано-суль-По (італ. Morano sul Po, п'єм. Moran) — муніципалітет в Італії, у регіоні П'ємонт,  провінція Алессандрія.
Морано-суль-По розташоване на відстані близько 500 км на північний захід від Рима, 55 км на схід від Турина, 35 км на північний захід від Алессандрії.
Населення — 1460 осіб (2014).
Щорічний фестиваль відбувається 24 червня. Покровитель — святий Іван Хреститель.

## Демографія
Населення за роками:

Станом на 1 січня 2023 року в муніципалітеті офіційно проживало 56 іноземців з 14 країн, серед них 21 громадянин країн Євросоюзу та 2 громадяни України.

## Сусідні муніципалітети
- Бальцола
- Каміно
- Казале-Монферрато
- Коніоло
- Костанцана
- Понтестура
- Трино